# Luke Wilson
Luke Wilson (født 21. september 1971 i Dallas, Texas i USA) er en amerikansk filmskuespiller. Luke Wilson er et af medlemmerne i filmgruppen Frat Pack.

## Opvækst
Luke Wilson voksede op i Dallas. Han er søn af Robert, en reklame producent og operatør af en offentlig tv-station og Laura Cunningham Wilson, en fotograf. Han er lillebror til Owen og Andrew Wilson, der også er skuespillere. Hans familie, stammer oprindeligt fra Massachusetts og er irsk katolske. Han gik på St. Mark's School of Texas, og senere på Occidental College.

## Filmkarriere
Luke Wilsons første rolle, var som Anthony Anderson i Owen Wilson(storebroren)/Wes Anderson filmen Bottle Rocket fra 1996. Etter at have flyttet til Hollywood sammen med sine to brødre, kom han med i filmene: Telling Lies in America (1997), Scream 2 (1997), Best Men (1997) og Home Fries (1998). I år 2000 medvirkede han i filmen Charlie's Angels, som Pete Komisky. Senere medvirkede han i filmen Legally Blonde (2001), hvor han spillede overfor Reese Witherspoon. Derefter blev Luke Wilson et stort navn i Hollywood og spillede med i film The Royal Tenenbaums (2001) og Old School (2003), som begge er Frat Pack-film. 
Han fik sin filminstruktør debut sammen med Andrew Wilson, da han instruerede The Wendell Baker Story tilbage i 2005.
Luke Wilson havde også en gæsteoptræden i Dengang i 70'erne, hvor han spillede storebroren til Michael Kelso, Casey Kelso. Han medvirkede senere i filmene: Minis First Time (2006), My Super Ex-Girlfriend (2006) og Blades of Glory (2007). I 2009 medvirkede han i  Middle Men.

## Filmografi
| År   | Film                                    | Rolle                         | Noter |
| ---- | --------------------------------------- | ----------------------------- | ----- |
| 1996 | Bottle Rocket                           | Anthony Adams                 |       |
| 1997 | Bongwater                               | David                         |       |
| 1997 | Telling Lies in America                 | Henry                         |       |
| 1997 | Best Men                                | Jesse Reilly                  |       |
| 1997 | Scream 2                                | Stab Billy                    |       |
| 1998 | Dog Park                                | Andy                          |       |
| 1998 | Home Fries                              | Dorian Montier                |       |
| 1998 | Rushmore                                | Dr. Peter Flynn               |       |
| 1999 | Kill the Man                            | Stanley Simon                 |       |
| 1999 | Blue Streak                             | Carlson                       |       |
| 2000 | My Dog Skip                             | Dink Jenkins                  |       |
| 2000 | Committed                               | Carl                          |       |
| 2000 | Preston Tylk                            | Preston Tylk                  |       |
| 2000 | Charlie's Angels                        | Pete Komisky                  |       |
| 2001 | Blondinens Hævn (eng: Legally Blonde)   | Emmett Richmond               |       |
| 2001 | Soul Survivors                          | Jude                          |       |
| 2001 | The Royal Tenenbaums                    | Richie Tenenbaum              |       |
| 2002 | The Third Wheel                         | Stanley                       |       |
| 2003 | Masked and Anonymous                    | Bobby Cupid                   |       |
| 2003 | Old School                              | Mitch Martin                  |       |
| 2003 | Alex and Emma                           | Alex Sheldon/Adam Shipley     |       |
| 2003 | Charlie's Angels: Full Throttle         | Pete                          |       |
| 2003 | Legally Blonde 2: Red, White and Blonde | Emmett Richmond               |       |
| 2004 | Jorden rundt i 80 dage                  | Orville Wright                |       |
| 2004 | Anchorman: The Legend of Ron Burgundy   | Frank Vitchard                |       |
| 2005 | The Wendell Baker Story                 | Wendell Baker                 |       |
| 2005 | The Family Stone                        | Ben Stone                     |       |
| 2006 | Jackass Number Two                      | Himself (cameo)               |       |
| 2006 | Mini's First Time                       | John Garson                   |       |
| 2006 | Hoot                                    | Officer Delinko               |       |
| 2006 | My Super Ex-Girlfriend                  | Matt Saunders                 |       |
| 2006 |                                         |                               |       |
| 2006 | Idiocracy                               | Pvt. Joe Bauers               |       |
| 2007 | You Kill Me                             | Tom                           |       |
| 2007 | Blades of Glory                         | Sex Addicts Help Group Leader |       |
| 2007 | Vacancy                                 | David                         |       |
| 2007 | 3:10 to Yuma                            | Zeke (Cameo)                  |       |
| 2007 | Terra                                   | (stemme)                      |       |
| 2007 | Blonde Ambition                         | Ben                           |       |